# Ádám Batthyány z Német-Ujvár

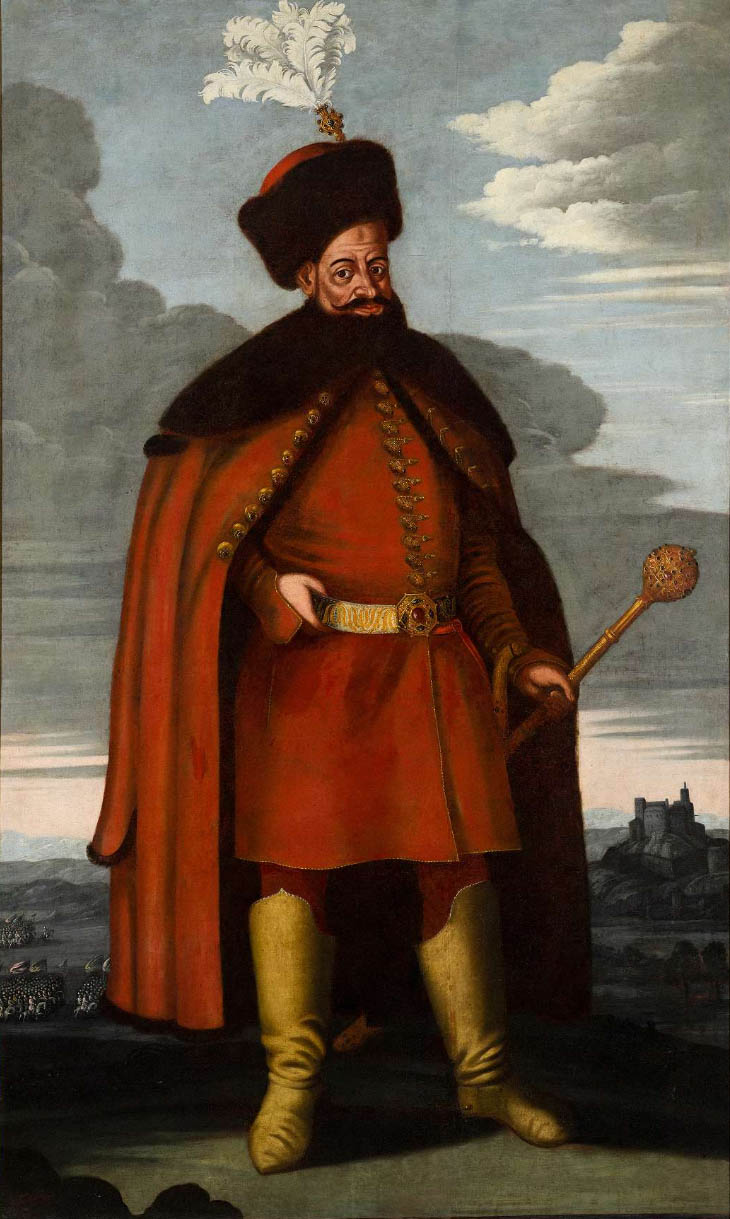
Portret Ádáma Batthyánego

hrabia Ádám Batthyány z Német-Ujvár (ur. 1610; zm. 1659) – członek starej magnackiej rodziny węgierskiej Batthyány. W 1648 założył w Güssing klasztor franiciszkanów i powrócił do katolicyzmu po tym, jak jego przodek Balthasar Batthyány 1569 zlikwidował wcześniejszy, tam osiadły klasztor augustianów a sam przeszedł na protestantyzm.
Ádám Batthyány kupił w roku 1644 Bernstein razem z przyległościami i w 1658 kazał zbudować tam zamek.